# La Primavera (distrito)
La Primavera é um distrito peruano localizado na Província de Bolognesi, departamento Ancash. Sua capital é a cidade de Gorgorillo.

## Transporte
O distrito de La Primavera não é servido pelo sistema de estradas terrestres do Peru.